# Ratpenat de cap pla de Moloney
El ratpenat de cap pla de Moloney (Mimetillus moloneyi) és una espècie de ratpenat africà de la família dels vespertiliònids. Viu a Angola, el Camerun, la República Centreafricana, el Congo, la República Democràtica del Congo, Costa d'Ivori, Guinea Equatorial, Etiòpia, el Gabon, Ghana, Guinea, Kenya, Libèria, Moçambic, Nigèria, Sierra Leone, el Sudan del Sud, Tanzània, Togo, Uganda i Zàmbia.